# Miradouro da Terra Alta

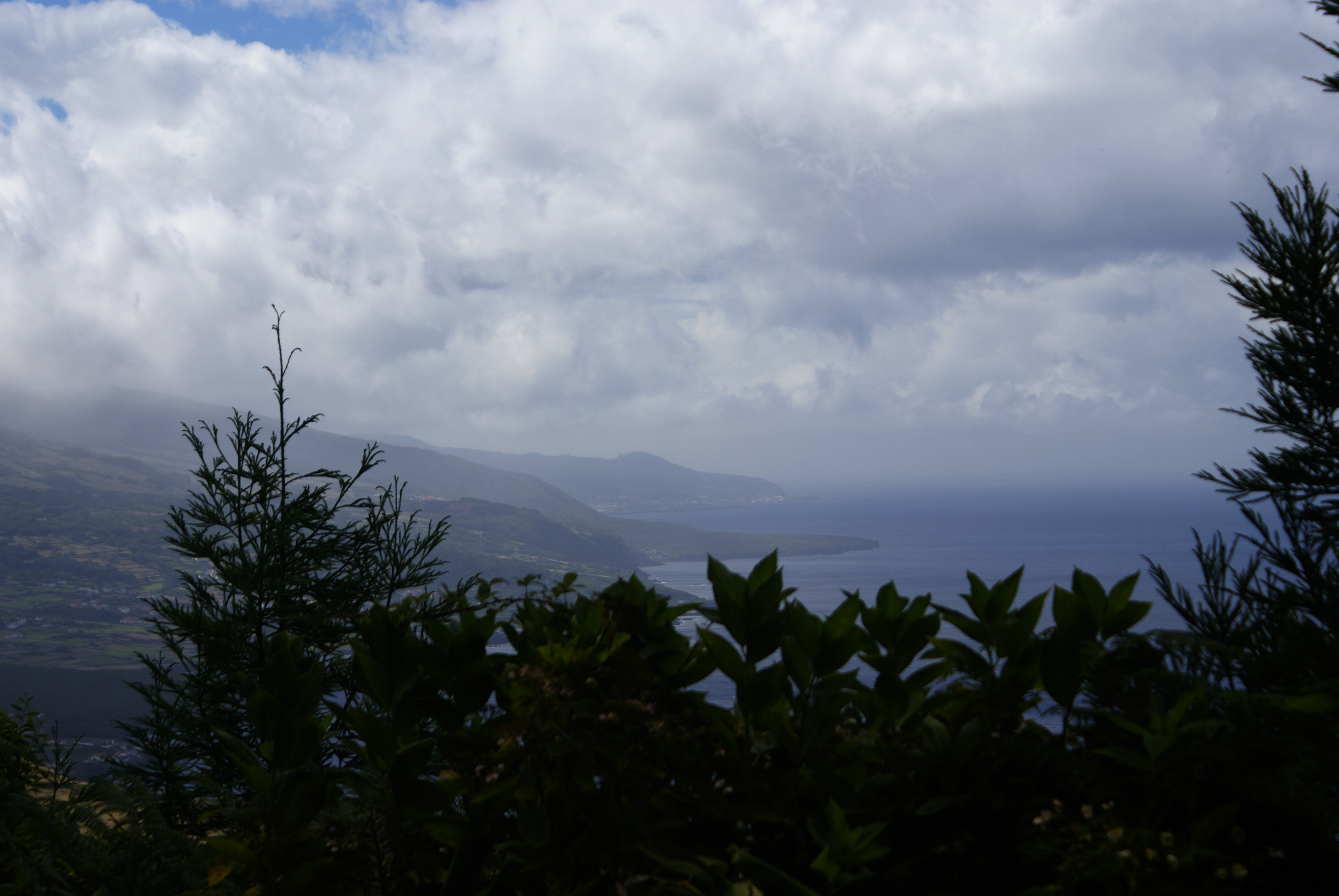
Miradouro da Terra Alta, vista.

O Miradouro da Terra Alta localiza-se no lugar da Ladeira da Terra Alta, sitio da freguesia da Ribeirinha, concelho das Lajes do Pico.
Este miradouro que se localiza no alto de uma escarpa a 415 metros de altitude, junta à berma da estrada que circunda a ilha do Pico pelo lado norte e dada a situação privilegiada em que se encontra, situado sobre o mar entre freguesia de Santo Amaro e a freguesia da Ribeirinha, permite ao observador uma vista sobre a Ilha de São Jorge, além de toda uma grandiosa paisagem onde se expõem alguma das riquezas florestais da ilha do Pico, típicas das florestas da Laurissilva carateristicas da Macaronésia. 